# Pele Møller
Pele Møller er en grønlandsk guitarist, komponist og tekstforfatter
Pele Møller blev født i Qullissat i 1939, den tredje af ti børn. Hans hjemby var berømt i Grønland for sin musikscene, så Jens Henriksen fra det lokale orkester lærte ham at spille guitar, da han var 16 år. Omkring 1960 blev han allerede betragtet som en populær musiker i sin omgangskreds.
I begyndelsen af 1960'erne flyttede han til Danmark for at gå på teknisk skole i Hundested. En dag blev han inviteret på restaurant af en gruppe unge kvinder. Da restauranten havde smidt den altid fulde guitarist ud, blev de fremmødte gæster spurgt, om der var en guitarist iblandt dem. Pele Møller blev overtalt til at melde sig og aftenen sluttede med, at han optrådte med bandet i flere år endnu. Efter hjemkomsten til Grønland arbejdede han som maskinmester på værftet i Nuuk. I 1965 overtalte han et kendt grønlandsk band til at spille med ham, og et seksårigt samarbejde begyndte. Ved siden af musikkarrieren var han ansat som mekaniker hos Grønlandsfly. I maj 1967 skulle han prøveflyve en helikopter med nogle kolleger, men han fik fridagen, fordi han ville hente sin svigermor. Helikopteren styrtede ned på et hus under testflyvningen og efterlod både hans kolleger og beboeren næsten uskadte, mens Pele Møllers tomme sæde blev ramt af en stor sten, som ville have dræbt ham. I 1968 var han chauffør Kong Frederik IX. og Dronning Ingrid af Danmark under deres rejse til Grønland.
Omkring slutningen af 1960'erne begyndte han at komponere og skrive sine egne sange. Han udviklede sin egen jazzstil, som han blev kendt for i Grønland. Ved siden af sit arbejde med Grønlandsfly og som musiker gjorde han også tjeneste som reservepolitibetjent og begyndte politiuddannelsen i Danmark i 1974 og arbejdede som politibetjent i Grønland.
I 1989 fratrådte han sin stilling som politibetjent på grund af tidsnød og blev kollegieinspektør i Narsaq og senere i Nuuk. Sammen med sit band, dannet i begyndelsen af 1990'erne, bestående af trommeslager Martin Chemnitz, sangerinde Lone Josefsen, bassist Ludvig Petrussen og keyboardspiller Jim Milne, udgav han flere cd'er og havde i denne tid højdepunktet i sin karriere. Han har (med) udgivet i alt 17 albums. I 2020 modtog han Grønlands Kulturpris for sit livsværk.
I dag spiller han jævnligt med Tupaarnaq og Glenn Møller.
Udgivelser:
Vaigat Orkestret - Qullissani naapeqqinneq (1988)
1. Tasinnguup sinaani
2. Qullissanut nersorinnissut
3. Qullissani naapeqqinneq
4. Kiinnat saamajuartoq
5. Nuna Hawaii
6. Nuannisaalaarta
7. Qimagaaneq
8. Upernalernera
9. Aasalersup unnuaani
10. Seqernup qinngorpaa
11. Nipaappoq maani issiaviga
12. Valse

Kassette/CD og VHS/DVD
Jens Leibhardt (harmonika), Jens Hendriksen (steelguitar og harmonika), Pele Møller (guitar), Rosa Wille (sang), Stina Lange (kor), Dorthea Markussen (Kor)
Pele Møllerip nipilersortartui (1993)
1. Aquuteralammik
2. Kammalaat
3. Eqqaamasarpagit
4. Qiimasaarneq
5. Atukkakka
6. Inequnarnerit
7. Klasseqatikukka
8. Naapippara
9. Unnuk manna
10. Aasarinnerup nunarsuaani
11. Naasut ruusat
12. Inuuneq
13. Nuannaavippunga
14. Ukiup Taarnera

Pele Møller (sang og guitar), Juliane “Kaaka” Andreassen (sang), Ludvig Petrussen (bas), Martin Chemnitz (trommer), Martin Egede (keys), og Pauline Lumholdt som gæstessanger.
Pele Møllerip nipilersortartui - Kuninneq (1994)
1. Kuninneq
2. Inequnartumik inuusamik pisissaanga
3. Qiimaneq inna
4. Ersinaq
5. Piumasatit tamaasa
6. Nuna angallavigigaanni
7. Nalunngilat tammassasunga
8. Qaa qiimmalaarlutit
9. Nuannisaalaarta eqqissivilluta
10. Unnuk nipaaqisoq
11. Nuna Hawaii

Pele Møller (guitar), Lone Josefsen (sang), Jim Milne (piano og harmonika), Martin Chemintz (trommer), Ludvig Petrussen (bas)
Pele Møller Band - Nuiaq Qaallorik (1995)
1. Nuiaq qaallorik
2. Akunnerit
3. Paasissavat
4. Qiimanaq
5. Eqqaamalersittaraarma
6. Upernalersumi kuuppalaarnera
7. Unnua qeqqa
8. Kiinnat saamajuartoq
9. Naapissagaangakkit
10. Unnuleraangat seqernup nalaa
11. Qilak taarsigaangat

Pele Møller (guitar), Lone Josefsen (sang), Jim Milne (piano), Martin Chemintz (trommer), Ludvig Petrussen (bas).
Qiimmassaatit (1996)
1. Inuppalaarneq
2. Igalikup kalattuua
3. Qaa Atassut ataqatigiittuarli
4. Valse
5. Nuilersup qilaap seqinersuata
6. Polka
7. Katerisimaarneq
8. Pele'p Saqisaava
9. Inuuffigaarput nuna unganartoq

Pele Møller (guitar), Nina Kreutzmann Jørgensen (sang), Jim Milne (piano), Martin Chemintz (trommer), Ludvig Petrussen (bas).
Pele Møller & Lone Josefsen - Sixfoot Stompers (1997)
1. Naasup Ruusaa
2. Aasalersup Unnuaani
3. Whose Honey Are You
4. Qimagaaneq
5. Dallas Rag
6. Exactly Like You
7. Eqqarsaatikkut Anguniakavut
8. Bye Bye Kammalaat
9. Asasara Anilaarluta
10. Aquuteralammik
11. Ulloq Naavoq

Pele Møller (sang og guitar), Lone Josefsen (Sang), Søren Munk (basun), Mogens Eghjordt (Trompet), Keld Reenberg (kontrabas), Jens Brandt (klarinet), Bjørn Kelhert (trommer), Søren Kennet Petersen (banjo).
Kaj Olsen kammalaataalu - Immap Qaallorissup Ungataani (1997)
1. Vals Otto
2. Kalattooq
3. Silagimmi Qatsugavoq
4. Uannut Qiviaruma
5. Valse
6. Akulikitsooq
7. Aasap Qaangiutilersup
8. Ukiorpaat Inoqatigisannut
9. Aasarinnerup Nalaani
10. Vals
11. Takorluukkat piviusut
12. Immap Qaallorissup Ungataani

Kaj Olsen (harmonika), Pele Møller (guitar), Ludvig Petrussen (bas), Lars Pele Berthelsen (sang), Katja Berthelsen (sang), Magdalene Berthelsen (kor).
Pele Møller Band - Sapanngatut (1999)
1. Sapangaq
2. Pikialaarneq
3. Qungutsorik
4. Asanninneq suua
5. Qinngorneq
6. Isitit qullinik masalersut
7. Ikinngut asasaq
8. Qungujunneq
9. Seqernup nuivaatigut

Pele Møller (sang og guitar), Juliane “Kaaka” Andreassen (sang), Ludvig Petrussen (bas), Martin Chemnitz (trommer), Martin Egede (keys), Reno Grønvold (guitar), Jesper Askø (keys).
Kai Olsen kammassuilu - Eqqarsaatigaara avannaa (1999)
1. Tikiisaq tunguusaq
2. Unnuleraangat seqernup nalaa
3. Tarnima sianii avilorput
4. Imavikkut ingerlaarniartillunga
5. N.K. Saqisaaq
6. Kiserliorneq inuunermi maani
7. Isitit kusanartut
8. Slagtegård valsen
9. Nipilersornerup ilu sunnermagu
10. Polka Hopla isumaqarpit nuliat ajuutigigiga
11. Eqqaamangaalertaraakkit
12. Aasap alianaannera

Kai Olsen (harmonika)
Pele Møller band: Pele Møller (guitar), Lone Josefsen (sang), Ludvig Petrussen (bas), Katsi Kleist (kor)
Karl Lynge - Ullut atukkavut (2000)
1. Ullut atukkavut
2. Upernalaap nalaani
3. Kaalip saqisaava
4. Aavaap swingia
5. Pinningaaravit
6. Valse
7. Erinnat tulleriit - potpouri
8. Samba
9. Qujangaarlunga
10. In the shade of the apple tree
11. Eqqaasaqaara

Karl Lynge (sang og harmonika), Charlotte Lund (kor)
Pele Møller band: Pele Møller (guitar), Niels Ostermann (trommer), Ludvig Petrussen (bas), Katsi Kleist (sang)
Soul Mates - Nuannisaalaarta (2004)
1. Nuannisaalaarta
2. Nikalloqinak
3. Takorusuttaqaakkit
4. Ersinaq
5. Uummatinni neriuutit
6. Asak asak asak
7. Unnuk nipaaqisoq
8. Asanerpaasara
9. Tarneq siaarmat
10. Upernalernera
11. Nuna hawaii

Pele Møller (sang og guitar), Jens Møller (kor), Katsi Kleist (sang), Henriette Berthelsen (kor), Lars Emil Johansen (harmonika), Titken Jakobsen (bas).
Najannguaq -Juullip Ulloriaa (2004)
Nissimaap nulia
Pele Møller band som gæste band med Pele Møller (guitar), Niels Ostermann (trommer), Ludvig Petrussen (bas).
Tikaaqs Trio - Usuputaania Vals (2005)
1. Maarna
2. You belong to me
3. San Antonio Ros
4. Nikkumut Saqisaaq
5. Beautiful dreamer
6. Usuputania vals
7. Avippaatinngooq avippaatit
8. Nevertheless
9. Red Roses for a blue lady
10. Tikaap saqisaava
11. In the old shining wheel
12. Aasap nunaa

Jens Kaspersen »Tikaaq« (el-harmonika), Pele Møller (sang og guitar), Per Andersen (saxofon), Emil Rasmussen (harmonika), Jonathan Petersen (guitar).
Pele Møller Orkester - Live (2005)
1. Ersinaq
2. Nuannaarneq pigigaanni
3. Nukatsitaq
4. Asasara anilaarluta
5. Qungutsorik
6. Qiimanaq timaanut
7. Kuninneq
8. Paasissavat
9. Qaa Qiimmalaarlutit
10. Kinaassuseq
11. Aasap unnuaa
12. Inequnartumik inuusamik
13. Aquuteralammik
14. Qinngorneq
15. Naapissagaangakkit
16. Eqqaamasarpagit
17. Aasarinnerup nunarsuaani
18. Nuna hawaii
19. Nuna angallavigigaanni
20. Naasup ruusaa
21. Upernalersumi kuuppalaarnera
22. Quando quando

Pele Møller (guitar), Katsi Kleist (sang), Roi Eliassen (piano), Ludvig Petrussen (bas), Niels Ostermann (trommer), Hans Axelsen (saxofon), Hanne Qvist (violin), Jørgen Jangmark (trompet).
Pele Møller Band - Taamanimiit maannamut (2006)
1. Taamanimiit maannamut
2. Isaakkit assatit
3. C’est si bon
4. Inuuneq pisarput una
5. Nikalloqinak
6. Ikinngut asasaq
7. Qinngorneq
8. Takorusuttaqaakkit
9. Pikialaarneq
10. Asasannguaq sinilluarna

Pele Møller (sang og guitar), Ajaaja Gabrielsen (sang), Sofus Kornebæk (piano), Niels Ostermann (trommer), Finn Lynge (saxofon), Kristian Herlufsen (bas), Titken Jakobsen (guitar), Hanne Qvist (violin).
Pele Møller Style (2013)
Undervisningsdvd om Pele Møllers stil i guitar